# Was bleibt Tour
Bei der Was bleibt Tour handelt es sich um die fünfte eigenständige Tournee der deutschen Singer-Songwriterin Madeline Juno.

## Hintergrund
Bei der Was bleibt Tour handelte es sich um die siebte Tournee – die fünfte als Headliner – von Madeline Juno. Es handelte sich hierbei um eine Klubtournee, die Juno im Zeitraum vom 23. Oktober bis zum 7. November 2019 durch 13 deutsche Städte führte. Erstmals angekündigt wurde die Tour am 8. März 2019, kurz nach der Beendigung der Acoustic Tour. Zeitgleich mit der Ankündigung ging der Kartenvorverkauf einher. In neun von 13 Klubs gab Juno ihre ersten Konzerte. Im Frankfurter Zoom spielte sie bereits zum vierten Mal, im Freizeitzentrum West in Dortmund zum dritten Mal sowie jeweils zum zweiten Mal im Club Ampere in München und im Kulturzentrum Scheune in Dresden. In den Städten Frankenthal, Freiburg im Breisgau und Osnabrück spielte Juno ihre ersten Konzerte während dieser Tour. Als Tourneeveranstalter konnte man das Hamburger Unternehmen Neuland Concerts für sich gewinnen.
Das Bühnenbild bestand lediglich aus einigen LED-Lichtleisten sowie einem großen Transparent, auf dem eine Torte von oben, mit der Aufschrift „Danke für gar nichts“, zu sehen ist. Den popmusikalischen Konzertteil spielte Juno im Stehen, für akustische Darbietungen nahm sie auf einem Barhocker platz.
Anfang September 2019 bestätigte Juno, dass zwei Konzerte in Berlin und Hannover bereits ausverkauft seien. Bis zum 23. September 2019 folgten mit Dortmund und Frankfurt am Main zwei weitere ausverkaufte Klubs. Das Konzert in Dresden sollte ursprünglich in der Groovestation stattfinden, wurde jedoch ins Kulturzentrum Scheune hochverlegt. Neben den im Vorfeld ausverkauften Spielorten, gab es auch weniger besuchte Konzerte wie in Freiburg, wo das Jazzhaus nur etwa zur Hälfte gefüllt war.

## Vorgruppen
Während der Tour spielten zwei verschiedene Vorgruppen. Vom Beginn der Tour am 23. Oktober 2019 in Dortmund bis zum Konzert in Dresden am 3. November 2019 (9 Konzerte) spielte die deutsch-irische Folk und Indie-Pop-Band Valery im Vorprogramm. Die Band besteht aus den drei Mitgliedern Joschka Bender, Matthias Heising und Claire-Ann Varley. Juno bestätigte Varley bereits am 25. April 2019 als Vorgruppe für diese Tour. Das Trio spielte bereits im Vorprogramm der vorangegangenen Acoustic Tour. Wie bei der vorangegangenen Tour spielte Varley erneut ein Set bestehend aus sieben Titeln. Diesmal stand Bender – der auch in Juons Liveband aktiv ist – während der gesamten Konzerte mit auf der Bühne, bei der Akustiktour war er lediglich beim letzten Lied auf der Bühne zu sehen. Die Setlist selbst blieb mit einer Ausnahme unverändert. Spielte die Band während der Akustiktournee noch das Coolio-Cover Gangsta’s Paradise, wurde dieses durch die Eigenkomposition Disease ausgetauscht. Fünf der sieben Titel wurden im Vorfeld als Singles ausgekoppelt, darüber hinaus präsentierten Varley mit Deep Dark Sea und See You Naked zwei Albumtracks aus ihrer Phantom Studies EP. Damit präsentierte das Trio alle bis dato offiziell veröffentlichten Lieder.
Im Vorprogramm der restlichen vier Konzerte, zwischen dem 4. November und 7. November 2019, spielte der Schweizer Singer-Songwriter Damian Lynn. Er präsentierte unter anderem die Titel Clock und Winter.
Setlist – Varley
1. See You Naked
2. Deep Dark Sea
3. Phantom Studies
4. Disease
5. Lonely Were the Days
6. Roamer
7. Proof[9]

## Begleitband
Wie bei den vorangegangenen Konzertreihen bestand Junos Band aus den Stammmitgliedern Bender, Henzl und Scheufler, die an der Gitarre, dem Keyboard sowie dem Schlagzeug engagiert wurden. Diese Besetzung spielte bereits die Salvation Tour und die DNA Tour. Bender begleitete Juno darüber hinaus bereits bei ihrer ersten Headliner-Tour (The Unknown Tour) sowie der Akustiktour im Frühjahr desselben Jahres. Juno selbst spielte bei ausgewählten Titeln Gitarre und Ukulele.
Bandmitglieder
- Joschka Bender: Gitarre
- Sebastian Henzl: Keyboard
- Madeline Juno: Gesang, Gitarre, Ukulele
- Benjamin Scheufler: Schlagzeug

## Tourdaten
| Datum            | Stadt                | Veranstaltungsort       | Land        |
| ---------------- | -------------------- | ----------------------- | ----------- |
| 23. Oktober 2019 | Dortmund             | Freizeitzentrum West    | Deutschland |
| 24. Oktober 2019 | Hannover             | LUX Club                | Deutschland |
| 25. Oktober 2019 | Osnabrück            | Kleine Freiheit         | Deutschland |
| 26. Oktober 2019 | Frankfurt am Main    | Zoom                    | Deutschland |
| 27. Oktober 2019 | Frankenthal          | Gleis4                  | Deutschland |
| 29. Oktober 2019 | Hamburg              | Knust                   | Deutschland |
| 30. Oktober 2019 | Bremen               | Kulturzentrum Lagerhaus | Deutschland |
| 31. Oktober 2019 | Berlin               | Musik & Frieden         | Deutschland |
| 3. November 2019 | Dresden              | Kulturzentrum Scheune   | Deutschland |
| 4. November 2019 | Freiburg im Breisgau | Jazzhaus                | Deutschland |
| 5. November 2019 | München              | Club Ampere             | Deutschland |
| 6. November 2019 | Köln                 | Club Volta              | Deutschland |
| 7. November 2019 | Stuttgart            | Club Cann               | Deutschland |

## Setlist
Während der Tour präsentierte Juno zusammen mit ihrer Begleitband 19 unterschiedliche Titel. Das Repertoire bestand hauptsächlich aus einem popmusikalischen Set, mit einigen Akustikdarbietungen inmitten der Konzerte. Nach dem Juno bereits sechs Konzertreihen spielte – vier davon als Headliner – handelt es sich hierbei um die erste Tour von Juno, die ohne einen englischen Titel auskommt und ein rein deutschsprachiges Set beinhaltete.
Die Setlist bestand zu mehr als die Hälfte aus Stücken von Junos letztem Studioalbum Was bleibt (September 2019) sowie Titel aus älteren Veröffentlichungen. Aus dem Präsentationsalbum Was bleibt spielte Juno mit Ausnahme des Titels Schwarz weiß alle Lieder. Aus dem vorangegangenen Studioalbum DNA spielte Juno mit Gift, Halt mich fest, Ohne Kleider, Phantomschmerz, Schatten ohne Licht und Wenn ich angekommen bin sechs Titel. Darüber hinaus präsentierte sie mit Waldbrand einen Titel aus ihrer Waldbrand EP sowie mit Herzchen einen Titel aus der Deluxe-Edition ihres zweiten Studioalbums Salvation.
Inmitten der Konzerte präsentierte Juno vier Titel in akustischer Form. Die Titel Zu zweit allein und Herzchen spielte Juno alleine auf der Bühne, sie begleitete sich hierbei selbst mit einer Akustikgitarre beziehungsweise einer Ukulele. Mit Ohne Kleider und Wenn ich angekommen bin spielte sie zwei weitere Lieder in akustischer Form; hierbei begleitete sie jedoch Bender an der Gitarre. Die Zugabe bestand während der kompletten Tour aus den drei Titeln Halt mich fest, Waldbrand und Grund genug.
Liste der gespielten Lieder während der Tour:
1. New York
2. Anfangen aufzuhören
3. Gift
4. Gib doch nach
5. Geliehen
6. Borderline
7. Automatisch
8. Zu zweit allein (Akustik)
9. Herzchen (Akustik)
10. Ohne Kleider (Akustik)
11. Wenn ich angekommen bin (Akustik)
12. Vor dir
13. Schatten ohne Licht
14. Wenn es dich gibt
15. Phantomschmerz
16. Was bleibt

Zugabe:
1. Halt mich fest
2. Waldbrand
3. Grund genug[19]

## Rezensionen
Ein Rezensent von vom Online-Magazin Musicheadquarter beschrieb die Stimmung beim Konzert in Frankenthal als „fantastisch“. Die Vorgruppe Varley habe schönen international gefärbten Indiepop geboten, der stilistisch sehr nahe an dem gewesen sei, womit Juno auch mal angefangen habe. Juno selbst habe im Konzertverlauf von ihrem familiären Hintergrund, ihrer Wandlung sowie kritisch von ihrem jüngeren Selbst berichtet. Das aktuelle Werk Was bleibt sei erst seit kurzem auf dem Markt, sei aber von den Fans sehr textsicher mitgesungen worden. Wer allerdings an eine Balladenlastigkeit gegleubt habe, habe falsch gelegen. Schon den Start mit New York beschrieb der Rezensent als sehr rockig und perfekten Opener. Juno habe die Masse mit Sätzen wie: „Singt mit. Ich tanze ja auch wie ein Vollhorst hier vorne rum“ animiert, was nicht einmal übertrieben gewesen sei. Voll Strahlkraft habe sie die Bühne für sich eingenommen und sei in ihren Bewegungen genauso quirlig wie in den Ansagen gewesen. Als besonders stark empfand der Rezensent die Momente, in denen Juno ihre psychische Erkrankung anklingen ließ (Automatisch oder auch Borderline). Viel Aufhebens habe sie darum nicht machen müssen, es habe einfach authentisch geklungen, wie sie ihre Verfassung beschrieb und deutlich machte, dass „Melancholie nun mal ihre Lieblingsstimmung“ sei.
Bernd Hahn von Radio UNiCC berichtete, dass lange vor dem Einlass sich die Fans in der Schlange drängten und das Kulturzentrum Scheune in Dresden aus allen Nähten geplatzt sei. Varley im Vorprogramm habe das Publikum in „Stimmung“ gebracht. Schon beim ersten Titel New York habe das Publikum „große Textsicherheit“ bewiesen. Mit Zu zweit allein habe Juno einen besonderen Abschnitt ihres Konzerts begonnen, ganz ohne Band und elektronische Instrumente spielte sie einige Titel komplett akustisch. Nach dem Akustikset ging es popmusikalisch weiter, wobei Hahn das Lied Schatten ohne Licht als Highlight hervorhob. Mit kräftigen Zugabe-Rufen habe Juno nicht lange bitten lassen und ihre Fans mit drei Zugaben begeistert.